# Antônio Tibúrcio Figueira
Antônio Tibúrcio Figueira (? — 1898) foi um político brasileiro.
Foi presidente das províncias de Alagoas, nomeado por carta imperial de 15 de setembro de 1884, de 26 de setembro de 1884 a 15 de julho de 1885, e do Maranhão, nomeado por carta imperial de 2 de junho de 1885, de 23 de junho a 14 de setembro de 1885.